# 32532 Tereu
Tereu (asteroide 32532) é um centauro. Possui uma excentricidade de 0,19770866 e uma inclinação de 20,34172º.
Este centauro foi descoberto no dia 9 de agosto de 2001 por NEAT em Palomar.